# Сенді Меєр
Сенді Меєр (англ. Sandy Mayer; нар. 5 квітня 1952) — колишній американський тенісист.
Найвищу одиночну позицію світового рейтингу — 7 місце досяг 26 квітня, 1982, парну — 3 місце — 28 січня, 1985 року.
Здобув 12 одиночних та 24 парні титули.
Перемагав на турнірах Великого шолома в парному розряді.
Завершив кар'єру 1986 року.

## Фінали за кар'єру

### Одиночний розряд (11–10)
| Результат | Ранг | Дата | Турнір                       | Покриття   | Суперник              | Рахунок                 |
| --------- | ---- | ---- | ---------------------------- | ---------- | --------------------- | ----------------------- |
| Поразка   | 1.   | 1973 | Балтимор, США                | Тверде (i) | Джиммі Коннорс        | 4–6, 5–7                |
| Перемога  | 1.   | 1973 | Бірмінгем, США               | Тверде     | Чарлз Овенс           | 6–4, 7–6                |
| Перемога  | 2.   | 1974 | Балтимор, США                | Килим      | Кларк Гребнер         | 6–2, 6–1                |
| Поразка   | 2.   | 1974 | Бірмінгем, США               | Килим (i)  | Джиммі Коннорс        | 5–7, 3–6                |
| Перемога  | 3.   | 1974 | Парамес, США                 | Indoor     | Юрген Фассбендер      | 6–1, 6–3                |
| Перемога  | 4.   | 1974 | Джексон, США                 | Килим (i)  | Карл Майлер           | 7–6, 7–5                |
| Поразка   | 3.   | 1975 | Мауї, США                    | Тверде     | Джиммі Коннорс        | 1–6, 0–6                |
| Поразка   | 4.   | 1975 | Гонконг                      | Тверде     | Том Гормен (тенісист) | 3–6, 1–6, 1–6           |
| Перемога  | 5.   | 1977 | Літл-Рок, США                | Килим (i)  | Харун Рахім           | 6–2, 6–4                |
| Поразка   | 5.   | 1977 | Сан-Хосе, США                | Тверде     | Їржі Гржебець         | 6–3, 4–6, 5–7           |
| Перемога  | 6.   | 1977 | Гемптон, США                 | Тверде (i) | Стен Сміт             | 4–6, 6–3, 6–2, 1–6, 6–3 |
| Перемога  | 7.   | 1977 | Stockholm Open, Швеція       | Тверде (i) | Реймонд Мур           | 6–2, 6–4                |
| Перемога  | 8.   | 1978 | St. Louis WCT, США           | Килим (i)  | Едді Діббс            | 7–6, 6–4                |
| Поразка   | 6.   | 1980 | Сербітон, Англія             | Трава      | Браян Готтфрід        | 3–6, 3–6                |
| Поразка   | 7.   | 1981 | Лос-Анджелес, США            | Тверде     | Джон Макінрой         | 7–6, 3–6, 3–6           |
| Поразка   | 8.   | 1981 | Кельн, Німеччина             | Килим (i)  | Іван Лендл            | 3–6, 3–6                |
| Поразка   | 9.   | 1981 | Stockholm Open, Швеція       | Тверде (i) | Джін Меєр             | 4–6, 2–6                |
| Перемога  | 9.   | 1981 | Болонья, Італія              | Килим (i)  | Іліє Настасе          | 7–5, 6–3                |
| Поразка   | 10.  | 1982 | Stuttgart Outdoor, Німеччина | Ґрунт      | Рамеш Крішнан         | 7–5, 3–6, 3–6, 6–7      |
| Перемога  | 10.  | 1982 | Клівленд, США                | Тверде     | Роберт Вант Гоф       | 7–5, 6–3                |
| Перемога  | 11.  | 1983 | Гштад, Швейцарія             | Ґрунт      | Томаш Шмід            | 6–0, 6–3, 6–2           |

### Парний розряд (24–16)
| Результат | Ранг | Дата | Турнір                                      | Покриття   | Партнер          | Суперники                                | Рахунок       |
| --------- | ---- | ---- | ------------------------------------------- | ---------- | ---------------- | ---------------------------------------- | ------------- |
| Поразка   | 1.   | 1971 | Мастерс Цинциннаті, США                     | Тверде     | Роско Теннер     | Стен Сміт Ерік ван Діллен                | 1–6, 6–3, 4–6 |
| Поразка   | 2.   | 1973 | Baltimore WCT, США                          | Тверде (i) | Пол Геркен       | Джиммі Коннорс Кларк Гребнер             | 6–3, 2–6, 3–6 |
| Перемога  | 1.   | 1974 | Роенок, США                                 | Indoors    | Вітас Ґерулайтіс | Ян Крукенден Джефф Сімпсон               | 7–6, 6–1      |
| Перемога  | 2.   | 1974 | Бірмінгем, США                              | Тверде     | Ян Флетчер       | Ніколас Калогеропулос Іван Моліна        | 4–6, 7–6, 6–1 |
| Перемога  | 3.   | 1975 | Роенок, США                                 | Indoors    | Вітас Герулайтіс | Хуан Хісберт Йон Ціріак                  | 7–6, 1–6, 6–3 |
| Перемога  | 4.   | 1975 | Вімблдонський турнір, Лондон                | Трава      | Вітас Герулайтіс | Колін Даудесвелл Аллан Стоун             | 7–5, 8–6, 6–4 |
| Поразка   | 3.   | 1975 | Гонконг                                     | Тверде     | Боб Кармайкл     | Том Оккер Кен Роузволл                   | 3–6, 4–6      |
| Перемога  | 5.   | 1976 | Fort Worth WCT, США                         | Тверде     | Вітас Герулайтіс | Едді Діббс Гаролд Соломон                | 6–4, 7–5      |
| Перемога  | 6.   | 1976 | Indian Wells Open, США                      | Тверде     | Колін Діблі      | Реймонд Мур Ерік ван Діллен              | 6–4, 6–7, 7–6 |
| Перемога  | 7.   | 1977 | Гемптон, США                                | Тверде (i) | Стен Сміт        | Пол Кронк Кліфф Летчер                   | 6–4, 6–3      |
| Перемога  | 8.   | 1977 | Лос-Анджелес, США                           | Тверде     | Фрю Макміллан    | Том Леонард (тенісист) Майк Машетт       | 6–2, 6–3      |
| Перемога  | 9.   | 1977 | Вемблі, Англія                              | Тверде     | Фрю Макміллан    | Браян Готтфрід Рауль Рамірес             | 6–3, 7–6      |
| Перемога  | 10.  | 1978 | Birmingham WCT, США                         | Килим (i)  | Вітас Герулайтіс | Фрю Макміллан Дік Стоктон (тенісист)     | 3–6, 6–1, 7–6 |
| Поразка   | 4.   | 1978 | Philadelphia WCT, США                       | Килим (i)  | Вітас Ґерулайтіс | Боб Г'юїтт Фрю Макміллан                 | 4–6, 4–6      |
| Поразка   | 5.   | 1978 | Richmond WCT, США                           | Килим (i)  | Вітас Герулайтіс | Боб Г'юїтт Фрю Макміллан                 | 3–6, 5–7      |
| Перемога  | 11.  | 1978 | Гвадалахара, Мексика                        | Ґрунт      | Шервуд Стюарт    | Джін Меєр Саші Менон                     | 4–6, 7–6, 6–3 |
| Перемога  | 12.  | 1978 | San Jose, U.S.                              | Килим      | Джін Меєр        | Генк Пфістер Бред Роув                   | 6–3, 6–4      |
| Перемога  | 13.  | 1979 | Indian Wells Open, США                      | Тверде     | Джін Меєр        | Кліфф Дрісдейл Брюс Менсон               | 6–4, 7–6      |
| Перемога  | 14.  | 1979 | Відкритий чемпіонат Франції з тенісу, Париж | Ґрунт      | Джін Меєр        | Росс Кейс Філ Дент                       | 6–4, 6–4, 6–4 |
| Поразка   | 6.   | 1979 | Forest Hills WCT, США                       | Ґрунт      | Джін Меєр        | Пітер Флемінг Джон Макінрой              | 7–6, 6–7, 3–6 |
| Перемога  | 15.  | 1980 | Бостон, США                                 | Ґрунт      | Джін Меєр        | Ганс Гільдемайстер Андрес Гомес          | 1–6, 6–4, 6–4 |
| Поразка   | 7.   | 1980 | Washington Open, США                        | Ґрунт      | Джін Меєр        | Ганс Гільдемайстер Андрес Гомес          | 4–6, 5–7      |
| Перемога  | 16.  | 1980 | Колумбус, США                               | Тверде     | Браян Готтфрід   | Пітер Флемінґ Еліот Телчер               | 6–4, 6–2      |
| Поразка   | 8.   | 1980 | Торонто, Канада                             | Тверде     | Гайнц Ґюнтгардт  | Брюс Менсон Браян Тічер                  | 3–6, 6–3, 4–6 |
| Поразка   | 9.   | 1980 | Сан-Франциско, США                          | Килим      | Джін Меєр        | Пітер Флемінґ Джон Макінрой              | 1–6, 4–6      |
| Перемога  | 17.  | 1981 | Мемфіс, США                                 | Тверде (i) | Джін Меєр        | Майк Кейгілл Том Галліксон               | 7–6, 6–7, 7–6 |
| Перемога  | 18.  | 1981 | Брюссель, Бельгія                           | Килим (i)  | Фрю Макміллан    | Кевін Каррен Стів Дентон                 | 4–6, 6–3, 6–3 |
| Поразка   | 10.  | 1981 | Роттердам, Нідерланди                       | Килим (i)  | Джін Меєр        | Фріц Бунінг Ферді Тейган                 | 6–7, 6–1, 4–6 |
| Поразка   | 11.  | 1982 | Strasbourg WCT, Франція                     | Килим (i)  | Фрю Макміллан    | Войцех Фібак Джон Фіцджеральд (тенісист) | 4–6, 3–6      |
| Перемога  | 19.  | 1982 | Гштад, Швейцарія                            | Ґрунт      | Ферді Тейган     | Гайнц Гюнтхардт Маркус Ґюнтгардт         | 6–2, 6–3      |
| Поразка   | 12.  | 1983 | Лос-Анджелес, США                           | Тверде     | Ферді Тейган     | Пітер Флемінґ Джон Макінрой              | 1–6, 2–6      |
| Перемога  | 20.  | 1983 | Монреаль, Канада                            | Тверде     | Ферді Тейган     | Тім Галліксон Том Галліксон              | 6–3, 6–4      |
| Перемога  | 21.  | 1984 | Stuttgart Outdoor, Німеччина                | Ґрунт      | Андреас Маурер   | Фріц Бунінг Ферді Тейган                 | 7–6, 6–4      |
| Перемога  | 22.  | 1984 | Колумбус, США                               | Тверде     | Стен Сміт        | Бад Кокс Террі Мур                       | 6–4, 6–7, 7–5 |
| Поразка   | 13.  | 1984 | Мастерс Цинциннаті, США                     | Тверде     | Балаж Тароці     | Франсіско Гонсалес Метт Мітчелл          | 6–4, 3–6, 6–7 |
| Поразка   | 14.  | 1984 | Лос-Анджелес, США                           | Тверде     | Войцех Фібак     | Кен Флек Роберт Сегусо                   | 6–4, 4–6, 3–6 |
| Перемога  | 23.  | 1984 | Кельн, Німеччина                            | Килим (i)  | Войцех Фібак     | Ян Гуннарссон Йоакім Нюстром             | 6–1, 6–3      |
| Перемога  | 24.  | 1984 | Відень, Австрія                             | Килим (i)  | Войцех Фібак     | Гайнц Гюнтхардт Балаж Тароці             | 6–4, 6–4      |
| Поразка   | 15.  | 1985 | Філадельфія, США                            | Килим (i)  | Войцех Фібак     | Йоакім Нюстром Матс Віландер             | 6–3, 2–6, 2–6 |
| Поразка   | 16.  | 1985 | Сан-Франциско, США                          | Тверде (i) | Бред Гілберт     | Пол Еннекон Хрісто ван Ренсбург          | 6–3, 3–6, 4–6 |